# Снежана Конеска-Руси
Снежана Конеска-Руси (на македонска литературна норма: Снежана Конеска-Руси, на сръбски: Снежана Конеска Руси или Snežana Koneska Rusi) е северномакедонска и сръбска филмова и театрална актриса и режисьорка.

## Биография
Родена е на 8 декември 1952 година в Ниш, тогава в Социалистическата федеративна република Югославия. Мести се в Скопие, където завършва основно и средно образование. След това завършва Факултета за драматични изкуства на Скопския университет в класа на Владимир Милчин и Любиша Георгиевски в 1975/1976 година. Отличена е като най-добра студентка в 1976 година. Конеска е добре запомнена с първите си роли в Детската радио-драма към Македонската радио-телевизия, на която е членка от 1963 до 1973 година. От 1972 до 1978 година е говорителка и водеща в Македонското радио. Играе първите си роли в 1973 година, а в 1975 година печели наградата за най-добра млада актриса от списание „Млад борец“. В 1978 година става редовна членка на Македонския народен театър, където продължава да играе до пенсионирането си в 2019 година. Снежана Конеска играе множество театрални и филмови роли в кариерата си.

## Награди
В 1978 година на театралното събитие „Войдан Чернодрински“ получава награда за епизодична роля – за ролята си на Сляпото момиче в пиесата „Кръв под зеленото дърво“. В 1991 година на същото театрално събитие печели наградата за най-добра актриса за роляти си на кралица Маргарита в „Ричард III“, а в следващата година става носителка на високото социално признание – наградата „13 ноември“ на град Скопие.

## Филмография
| Роли в киното и телевизията | Роли в киното и телевизията   | Роли в киното и телевизията |
| Година                      | Име                           | Роля                        |
| --------------------------- | ----------------------------- | --------------------------- |
| 1973                        | „Залез зад езерската земја“   | Аскина сестра               |
| 1983                        | „Премиера“                    |                             |
| 1990                        | „Еурека“                      | Баронеса                    |
| 1991                        | „Македонски народни приказни“ |                             |
| 1992                        | „Тврдокорни“                  |                             |
| 1993                        | „Еурека“                      | Флорънс Найтингел           |
| 1993                        | „Дајте музика“                | Снешка                      |
| 2000                        | „Големи и мали“               | Директорка                  |
| 2000 – 2001                 | „Погрешно време“              | Лимбе                       |
| 2002                        | „The Sound of Light“          | Невена                      |
| 2009 – 2010                 | „Народни приказни“            | Тетка Летка                 |
| 2011                        | „Трето по машко“              | Райне                       |
| 2016                        | „Вистинска љубов“             | Райна                       |
| 2016 – 2017                 | „Македонски народни приказни“ |                             |
| 2023                        | „Бистра вода“                 |                             |